# Герб Мордовии
Герб Мордовии — государственный символ Республики Мордовия (наряду с флагом и гимном республики), принят мордовским парламентом 30 марта 1995 года.

## Описание
На гербе изображён геральдический щит с гербом столицы республики Саранска — изображением бегущей лисы красного цвета, расположенной под тремя вертикально направленными вниз стрелами, на фоне мордовского флага в середине.
Герб обрамлён золотыми колосьями пшеницы и золотой нашейной гривной. Колосья пшеницы олицетворяют приверженность мордовского народа к сельскому хозяйству, а нашейная гривна — это национальное украшение женщин.
Колосья перевиты лентой маренового (тёмно-красного), белого и синего цветов (цвета флага Мордовии).
На гривне находится семь орнаментов, означающих семь городов республики:
- Ардатов;
- Инсар;
- Ковылкино;
- Краснослободск;
- Рузаевка;
- Саранск;
- Темников.

В верхней части герба восьмиконечная розетка (октаграмма) красного цвета — солярный знак, символ солнца.

## История

### Мордовская АССР

#### Версия 1934 года[1]
Первый герб Мордовской АССР был принят 27 декабря 1934 года на первом съезде Советов Мордовской АССР.

Герб Мордовской Автономной Советской Социалистической Республики, состоящий из изображений на красном фоне в золотых лучах солнца, золотых серпа и молота, расположенных крест на крест рукоятками книзу, окруженных венком из колосьев пшеницы с левой стороны и еловых и конопель веток с правой стороны, перевитых красной лентой с надписью на ленте с левой стороны: „Весе масторонь пролетарийтне пурнаводо вейс“, с правой стороны: „Сембе масторонь пролетарийтне, пуромода марс“, в лучах солнца над серпом и молотом: „Пролетарии всех стран, соединяйтесь“. Над этой надписью помещена золотая пятиконечная звезда с надписью вокруг нее — Р.С.Ф.С.Р. Вокруг венка надпись с левой стороны: „Мокшо-эрьзянь Автономной Советской Социалистической Республика“, с правой стороны — „Мордовская Автономная Советская Социалистическая Республика“, внизу, в связке венка из колосьев пшеницы, веток ели и конопли инициалы „М.А.С.С.Р.“.

#### Версия 1937 года[1]
Новая версия герба была принята 30 августа 1937 года на чрезвычайном втором съезде Советов Мордовской АССР. 

Государственным гербом Мордовской Автономной Советской Социалистической Республики является государственный герб РСФСР, который состоит из изображения золотых серпа и молота, помещённых крест-накрест, рукоятками книзу, на красном фоне в лучах солнца и в обрамлении колосьев, с надписью: „РСФСР“ и "Пролетарии всех стран, соединяйтесь!“ на русском и мордовском (мокшанском, эрзянском) языках, с добавлением под надписью „РСФСР“ буквами меньшего размера надписи „Мордовская АССР“ на русском и мордовском языках.

#### Версия 1978 года[1]
Герб был немного изменён на внеочередной IX сессии Верховного Совета Мордовской АССР 9-го созыва 30 мая 1978 года.

Государственным гербом Мордовской Автономной Советской Социалистической Республики является Государственный герб РСФСР, представляющий собой изображение серпа и молота на красном фоне, в лучах солнца и в обрамлении колосьев, с надписью „РСФСР“ на русском языке и „Пролетарии всех стран, соединяйтесь!“ на русском и мордовском (мокшанском, эрзянском) языках с добавлением под надписью „РСФСР“ буквами меньшего размера надписи „Мордовская АССР“ на русском и мордовском (мокшанском, эрзинском) языках. В верхней части герба — пятиконечная звезда.

### Республика Мордовия[1]
Современный герб Мордовии был утверждён 30 марта 1995 года Государственным Собранием Республики Мордовия.

Государственный герб Республики Мордовия представляет собой изображение геральдического щита маренового (темно-красного), белого и темно-синего цветов с гербом г. Саранска в середине, обрамленного: золотыми колосьями пшеницы, олицетворяющими традиционную приверженность мордовского народа к сельскохозяйственному труду, перевитыми лентой маренового, белого и темно-синего цветов; нашейной гривной (национальное украшение женщин) цвета золота, на которой семь орнаментов, означающих количество городов республики, заканчивающейся солярным знаком, восьмиконечной розеткой, символом солнца, красного цвета. 

## Галерея

Герб Мордовской АССР (версия 1934 г.).
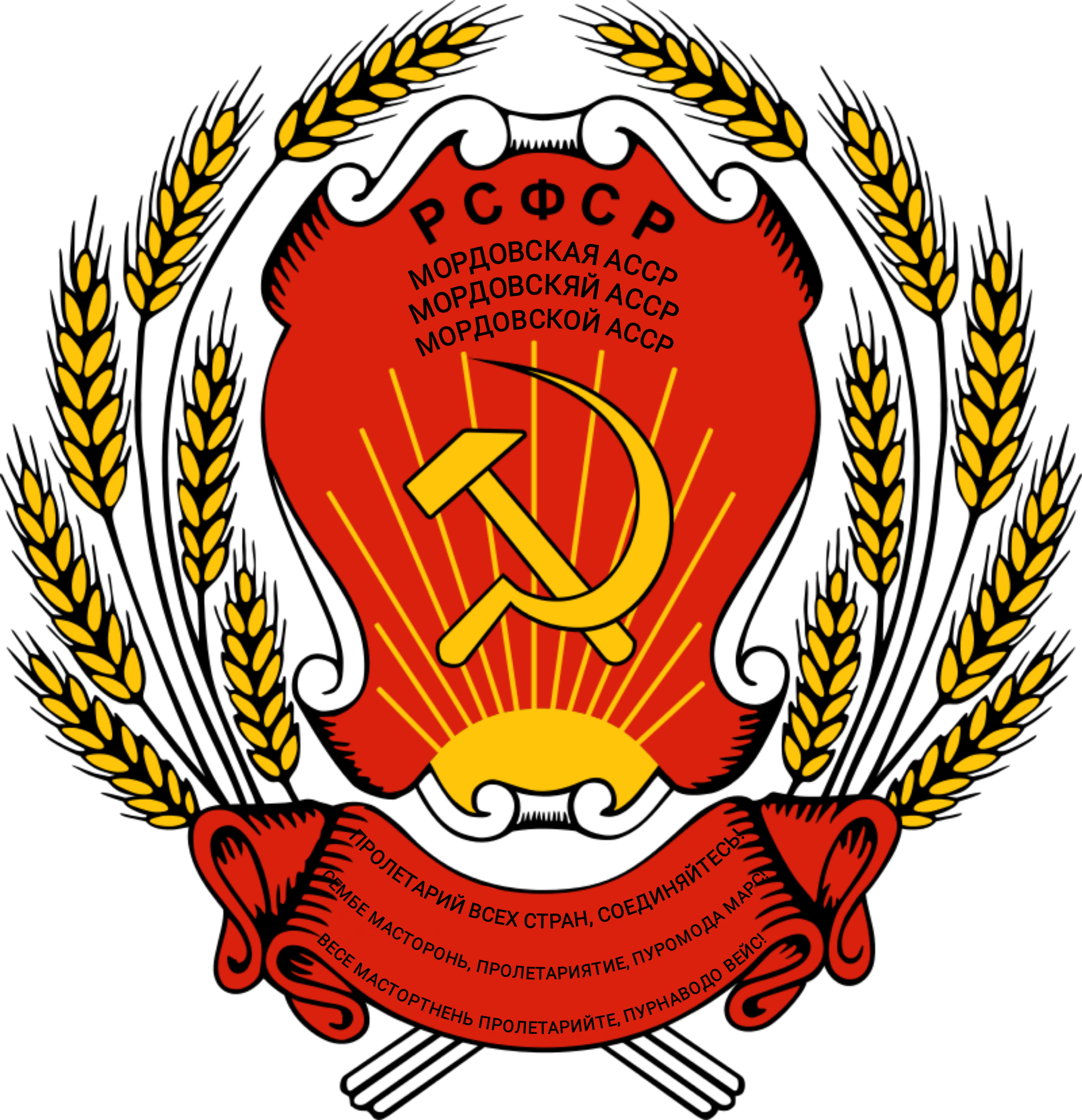
Герб Мордовской АССР (версия 1937 г.).
Герб Мордовской АССР (версия 1978 г.).
Герб Республики Мордовия.